# Тимошук Лідія Феодосіївна
Лідія Феодо́сіївна Тимошу́к, також Тимощу́к (рос. Ли́дия Федосе́евна Тимошу́к, Ли́дия Феодо́сьевна Тимашу́к; 21 листопада 1898—†1983) — радянський лікар-кардіолог. Стала відомою завдяки резонансній справі лікарів 1953 року, формально початої завдяки її наполегливим повідомленням до КДБ щодо «умисно неправильного лікування Жданова», котрий помер від інфаркту міокарда після трьох днів лікування за хибним діагнозом ішемії.

## Біографія
Народилась 21 листопада 1898 року в Бересті в сім'ї військового (унтер-офіцера). До революції вступила до Самарського університету на медичний факультет, під час навчання працювала в міській управі. 1920 року мобілізована на боротьбу з епідемією сипного тифу й холери.

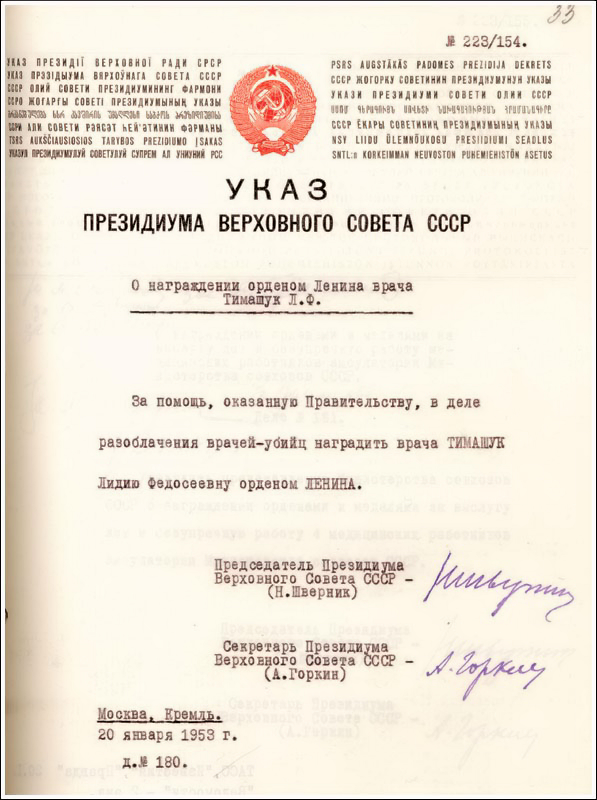
Указ про нагородження Тимошук орденом Леніна

Після громадянської війни жила в Петрограді, а потім переїхала в Москву, де завершила свою медичну освіту і почала працювати лікарем в лікувально-санаторному управлінні Уряду СССР.
20 січня 1953 року нагороджена орденом Леніна «за допомогу, надану Урядові у справі викриття лікарів-убивць».
Після смерті Сталіна 5 березня 1953 року, призначення Берії міністром МВД і МДБ й закриття справи лікарів, 3 квітня 1953 року вона була позбавлена цього ордена указом Президії Верховної Ради СРСР, підписаного Ворошиловим «у зв'язку з виявленими обставинами», про що було опубліковано дані в газеті «Правда» від 04 квітня № 94 (12662), повідомлення про Указ Президії Верховної Ради СРСР № 125/32.
Після чергової зміни влади в СРСР влітку 1954 року її нагородили орденом Трудового червоного прапора — «За довгу і бездоганну службу».
До виходу на пенсію 1964 року працювала в 4-му Головному управлінні Міністерства охорони здоров'я СРСР.

## Справа лікарів
28 серпня 1948 року Тимошук, яка працювала у той час завідувачкою відділу функціональної діагностики кремлівського Ліксанупра, після зняття кардіограми у Жданова, на його дачі, встановила діагноз «гострий інфаркт міокарда». Але присутні медики професори П. І. Єгоров, В. М. Виноградов и лікар Г. І. Майоров примусили її переписати діагноз, і призначили лікування, протипоказане при інфаркті міокарда.
Тоді Тимошук направила листа, в якому вона повідомила про це керівництву. Ліксанупр підпорядковувався не міністерству охорони здоров'я, а міністерству державної безпеки (МДБ), тому лист було направлено начальнику Головного управління охорони МДБ. Але необізнані в медичних питаннях співробітники МДБ перенаправили її листа тому, на кого вона скаржилася, — начальнику Ліксанупра Кремля Єгорову.
Тимошук було понижено в посаді й переведено до філії поліклініки. Тоді вона направила другого і третього листа секретареві ЦК ВКП(б) Кузнєцову, який їй не відповів.
31 серпня 1948 року Жданов помер від інфаркту міокарда, через три дні після зміни діагнозу й призначення іншого лікування. Чотири роки листи Тимошук лежали в архіві. Але у серпні 1952 року її несподівано викликали до МДБ і попросили розповісти про те, що відбувалося на дачі Жданова перед його смертю, почалися арешти працівників Ліксанупра Кремля.
В умисному ігноруванні наявності інфаркту признався один зі звинувачених академік АМН СРСР В. Н. Виноградов.

## Заперечення і критика
За даними Федора Мироновича Лясса, котрі він виводить з експертизи тодішньої ЕКГ Жданова, проведеною групою ізраїльських лікарів, «така ЕКГ може бути не тільки при інфаркті, а й при гострій ішемії, тому некоректно ставити діагноз „інфаркт міокарда“ на основі тільки ЕКГ, без врахування клінічної картини». Ф. М. Лясс не відповів на запитання де ізраїльські експерти взяли цю кардіограму, зроблену Жданову, адже вона наразі знаходиться в архіві з грифом «цілком таємно».
Ф. М. Лясс також стверджує що визнання провини академіком Виноградовим відбулося внаслідок тортур.
За словами публіциста Михайла Хейфеца, Л. Ф. Тимошук «після завершення справи лікарів вважали агенткою МДБ і антисеміткою», і вона «тривалий час писала листи в ЦК КПРС, безуспішно добиваючись реабілітації в очах суспільства».